# Diaporthe baccharidis
Diaporthe baccharidis är en svampart som beskrevs av Cooke 1878. Diaporthe baccharidis ingår i släktet Diaporthe och familjen Diaporthaceae.   Inga underarter finns listade i Catalogue of Life.